# Fleming County
Fleming County ist ein County im Bundesstaat Kentucky der Vereinigten Staaten. Das U.S. Census Bureau hat bei der Volkszählung 2020 eine Einwohnerzahl von 15.082 ermittelt.
Der Verwaltungssitz (County Seat) ist Flemingsburg. Das County gehört zu den Dry Countys, was bedeutet, dass der Verkauf von Alkohol eingeschränkt oder verboten ist.

## Geographie
Das County liegt im Nordosten von Kentucky, ist im Norden etwa 30 km von Ohio entfernt und hat eine Fläche von 910 Quadratkilometern, wovon zwei Quadratkilometer Wasserfläche sind. Es grenzt im Uhrzeigersinn an folgende Countys: Mason County, Lewis County, Rowan County, Bath County, Nicholas County und Robertson County.

## Geschichte
Fleming County wurde am 10. Februar 1798 aus Teilen des Mason County gebildet. Benannt wurde es nach Colonel John Fleming, einem frühen Siedler in diesem Gebiet.
10 Bauwerke und Stätten des Countys sind im National Register of Historic Places eingetragen (Stand 7. September 2017).

## Demografische Daten

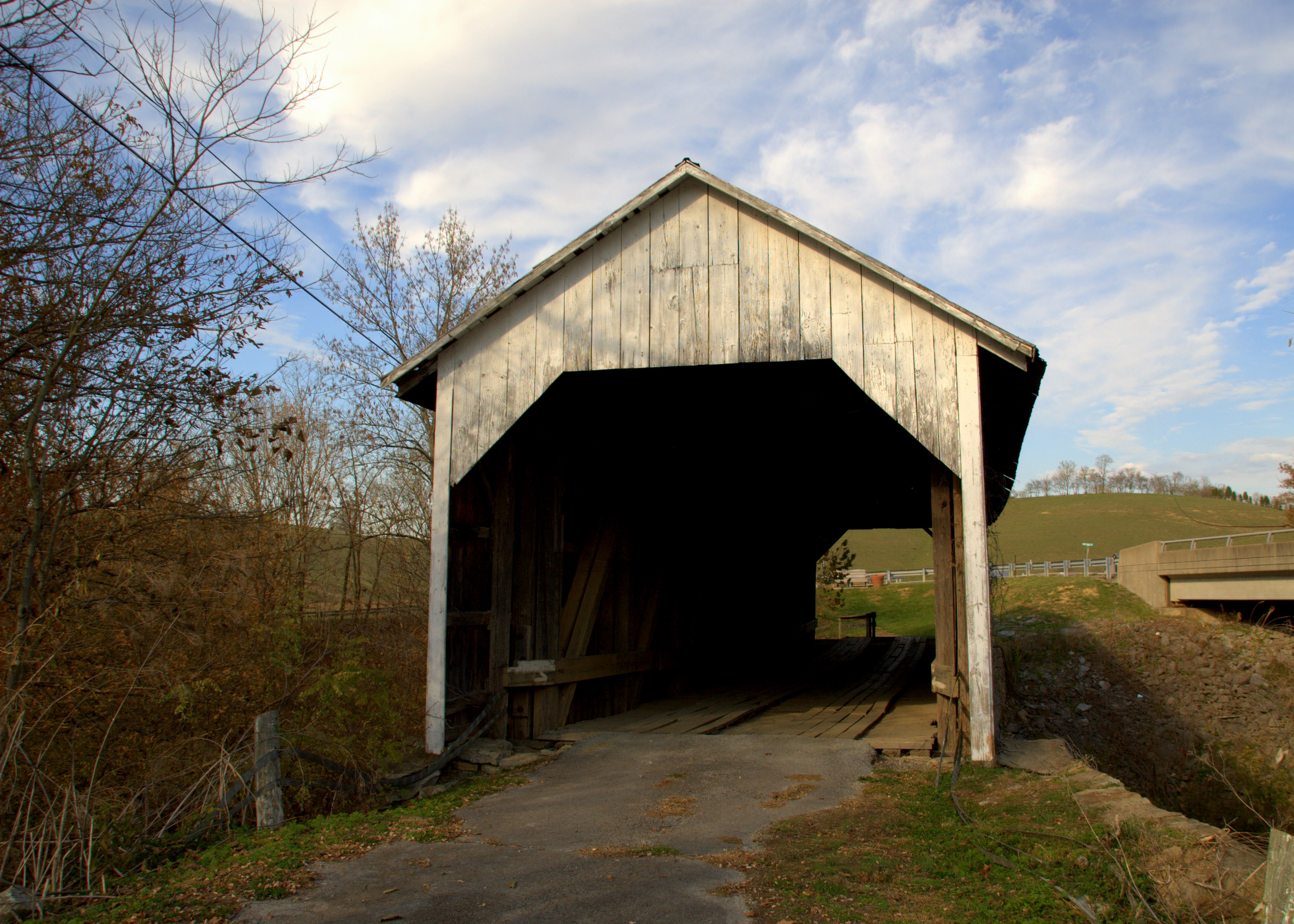
Hillsboro Covered Bridge, gelistet im NRHP

Alterspyramide des Fleming Countys (Stand: 2000)

Nach der Volkszählung im Jahr 2000 lebten im Fleming County 13.792 Menschen in 5.367 Haushalten und 3.966 Familien. Die Bevölkerungsdichte betrug 15 Einwohner pro Quadratkilometer. Ethnisch betrachtet setzte sich die Bevölkerung zusammen aus 97,33 Prozent Weißen, 1,41 Prozent Afroamerikanern, 0,14 Prozent amerikanischen Ureinwohnern, 0,17 Prozent Asiaten und 0,28 Prozent aus anderen ethnischen Gruppen; 0,67 Prozent stammten von zwei oder mehr Ethnien ab. 0,75 Prozent der Bevölkerung waren spanischer oder lateinamerikanischer Abstammung.
Von den 5.367 Haushalten hatten 34,8 Prozent Kinder und Jugendliche unter 18 Jahre, die bei ihnen lebten. 60,3 Prozent waren verheiratete, zusammenlebende Paare, 9,6 Prozent waren allein erziehende Mütter, 26,1 Prozent waren keine Familien, 23,3 Prozent waren Singlehaushalte und in 11,0 Prozent lebten Menschen im Alter von 65 Jahren oder darüber. Die Durchschnittshaushaltsgröße betrug 2,55 und die durchschnittliche Familiengröße lag bei 2,99 Personen.
Auf das gesamte County bezogen setzte sich die Bevölkerung zusammen aus 25,4 Prozent Einwohnern unter 18 Jahren, 8,4 Prozent zwischen 18 und 24 Jahren, 29,0 Prozent zwischen 25 und 44 Jahren, 23,9 Prozent zwischen 45 und 64 Jahren und 13,4 Prozent waren 65 Jahre alt oder darüber. Das Durchschnittsalter betrug 36 Jahre. Auf 100 weibliche Personen kamen 96,0 männliche Personen. Auf 100 Frauen im Alter von 18 Jahren alt oder darüber kamen statistisch 93,2 Männer.
Das jährliche Durchschnittseinkommen eines Haushalts betrug 27.990 USD, das Durchschnittseinkommen der Familien betrug 33.300 USD. Männer hatten ein Durchschnittseinkommen von 26.463 USD, Frauen 19.895 USD. Das Prokopfeinkommen betrug 14.214 USD. 14,8 Prozent der Familien und 18,6 Prozent der Bevölkerung lebten unterhalb der Armutsgrenze. Davon waren 24,9 Prozent Kinder oder Jugendliche unter 18 Jahre und 20,1 Prozent waren Menschen über 65 Jahre.

## Orte im County
- Bald Hill
- Battle Run
- Beechburg
- Bluebank
- Colfax
- Concord
- Cowan
- Craintown
- Dalesburg
- Elizaville
- Ewing
- Fairview
- Flemingsburg
- Flemingsburg Junction
- Foxport
- Goddard
- Grange City
- Hill Top
- Hillsboro
- Locust
- Mount Carmel
- Muses Mills
- Nepton
- Olive Branch
- Pleasureville
- Plummers Landing
- Plummers Mill
- Poplar Grove
- Poplar Plains
- Ryan
- Sharkey
- Sherburne
- Stringtown
- Sunset
- Tilton
- Wallingford